# Puerto Barrios
Puerto Barrios (en honor al expresidente Justo Rufino Barrios) es una ciudad del Departamento de Izabal, localizada a 300 km de la Ciudad de Guatemala en la República de Guatemala. Está ubicada a orillas de la Bahía interna de Santo Tomás, en la Bahía de Amatique en el Mar Caribe. La cabecera municipal junto con la ciudad portuaria de Santo Tomás de Castilla y la ciudad de Livingston forman parte de las Conurbaciones urbanas más importantes de Guatemala, debido a sus actividades comerciales, turismo doméstico e internacional y por ser el principal puerto en la costa atlántica guatemalteca.
El 22 de noviembre de 1896 se inauguró el tramo de Zacapa a Puerto Barrios del Ferrocarril del Norte de Guatemala. En ese entonces el Norte de Guatemala era una región no explorada y la construcción de la línea férrea era el inicio de la explotación industrial y comercial de la región.
En 1935, durante el gobierno del general Jorge Ubico, en Puerto Barrios se filmaron algunas escenas de la producción cinematográfica de Hollywood Las nuevas aventuras de Tarzán, que también se filmó en Livingston, la selva petenera, Río Dulce, Chichicastenango y Antigua Guatemala.

## Toponimia
El 19 de julio de 1895, se formula el Decreto Gubernativo n.º 513, el gobierno del general José María Reyna Barrios estableció que entre los ríos Escondido y Estrecho, se estableciera la ciudad portuaria, que tomaría el nombre de «Puerto Barrios» en honor al fallecido expresidente Justo Rufino Barrios.

## Geografía física

### Clima
De acuerdo a la Clasificación climática de Köppen, en la cabecera departamental y en la mayor parte del departamento está clasificado como Clima Ecuatorial (Af), ya que buena parte del año las precipitaciones son muy abundantes y significativas. Esto se debe a varios factores:
1. En el departamento están cubiertos de bosques de tipo subtropical, principalmente en el centro. En el norte, en las costas de la Bahía de Amatique abundan las selvas y manglares; por lo tanto, la acumulación de humedad proviene de los árboles de estas áreas.
2. En mayo-noviembre, los vientos alisios del este provocan el empuje de humedad, más la acumulación de calor debido a las altas temperaturas; a esto sumado a las fuertes precipitaciones provocadas por la gran carga de humedad proveniente de la Zona de Convergencia Intertropical que se mueve hacia el territorio guatemalteco.
3. Desde diciembre hasta mediados de marzo, se registran precipitaciones significativas debido a que ingresan sistemas de frentes fríos, y la mayoría de estos frentes, entran por la parte frontal, donde se acumula una gran carga de humedad; y por ende, se registran lluvias con buena parte de acumulación. En los meses restantes las precipitaciones disminuyen pero ninguno se registra menos de 60 mm.

A continuación, se presentan los promedios registrados:
| Parámetros climáticos promedio de Ciudad de Puerto Barrios (1991-2010)  | Parámetros climáticos promedio de Ciudad de Puerto Barrios (1991-2010) | Parámetros climáticos promedio de Ciudad de Puerto Barrios (1991-2010) | Parámetros climáticos promedio de Ciudad de Puerto Barrios (1991-2010) | Parámetros climáticos promedio de Ciudad de Puerto Barrios (1991-2010) | Parámetros climáticos promedio de Ciudad de Puerto Barrios (1991-2010) | Parámetros climáticos promedio de Ciudad de Puerto Barrios (1991-2010) | Parámetros climáticos promedio de Ciudad de Puerto Barrios (1991-2010) | Parámetros climáticos promedio de Ciudad de Puerto Barrios (1991-2010) | Parámetros climáticos promedio de Ciudad de Puerto Barrios (1991-2010) | Parámetros climáticos promedio de Ciudad de Puerto Barrios (1991-2010) | Parámetros climáticos promedio de Ciudad de Puerto Barrios (1991-2010) | Parámetros climáticos promedio de Ciudad de Puerto Barrios (1991-2010) | Parámetros climáticos promedio de Ciudad de Puerto Barrios (1991-2010) |
| Mes                                                                     | Ene.                                                                   | Feb.                                                                   | Mar.                                                                   | Abr.                                                                   | May.                                                                   | Jun.                                                                   | Jul.                                                                   | Ago.                                                                   | Sep.                                                                   | Oct.                                                                   | Nov.                                                                   | Dic.                                                                   | Anual                                                                  |
| ----------------------------------------------------------------------- | ---------------------------------------------------------------------- | ---------------------------------------------------------------------- | ---------------------------------------------------------------------- | ---------------------------------------------------------------------- | ---------------------------------------------------------------------- | ---------------------------------------------------------------------- | ---------------------------------------------------------------------- | ---------------------------------------------------------------------- | ---------------------------------------------------------------------- | ---------------------------------------------------------------------- | ---------------------------------------------------------------------- | ---------------------------------------------------------------------- | ---------------------------------------------------------------------- |
| Temp. máx. abs. (°C)                                                    | 36.0                                                                   | 35.8                                                                   | 38.6                                                                   | 39.0                                                                   | 39.2                                                                   | 38.4                                                                   | 36.4                                                                   | 35.2                                                                   | 36.8                                                                   | 36.4                                                                   | 34.6                                                                   | 35.0                                                                   | 39.0                                                                   |
| Temp. máx. media (°C)                                                   | 27.7                                                                   | 28.8                                                                   | 30.3                                                                   | 31.7                                                                   | 32.4                                                                   | 32.4                                                                   | 31.7                                                                   | 31.8                                                                   | 32.1                                                                   | 30.7                                                                   | 28.7                                                                   | 27.6                                                                   | 30.5                                                                   |
| Temp. media (°C)                                                        | 23.6                                                                   | 24.5                                                                   | 25.7                                                                   | 27.4                                                                   | 28.3                                                                   | 28.6                                                                   | 28.0                                                                   | 27.9                                                                   | 27.8                                                                   | 26.7                                                                   | 25.0                                                                   | 23.9                                                                   | 26.5                                                                   |
| Temp. mín. media (°C)                                                   | 19.8                                                                   | 20.2                                                                   | 21.0                                                                   | 22.5                                                                   | 23.5                                                                   | 23.7                                                                   | 23.1                                                                   | 23.4                                                                   | 23.5                                                                   | 22.9                                                                   | 21.2                                                                   | 20.3                                                                   | 22.1                                                                   |
| Temp. mín. abs. (°C)                                                    | 13.8                                                                   | 13.6                                                                   | 14.0                                                                   | 17.0                                                                   | 17.0                                                                   | 20.6                                                                   | 20.0                                                                   | 19.2                                                                   | 17.2                                                                   | 17.0                                                                   | 17.0                                                                   | 14.2                                                                   | 13.6                                                                   |
| Precipitación total (mm)                                                | 292.1                                                                  | 161.1                                                                  | 145.8                                                                  | 159.6                                                                  | 195.6                                                                  | 243.2                                                                  | 438.7                                                                  | 390.4                                                                  | 336.5                                                                  | 368.5                                                                  | 397.8                                                                  | 304.4                                                                  | 3373.7                                                                 |
| Días de precipitaciones (≥ )                                            | 17.6                                                                   | 13.9                                                                   | 12.1                                                                   | 10.8                                                                   | 13.8                                                                   | 17.9                                                                   | 24.0                                                                   | 23.9                                                                   | 19.8                                                                   | 19.7                                                                   | 18.0                                                                   | 19.0                                                                   | 200.9                                                                  |
| Humedad relativa (%)                                                    | 82.2                                                                   | 80.7                                                                   | 75.0                                                                   | 79.4                                                                   | 77.0                                                                   | 74.6                                                                   | 80.7                                                                   | 80.0                                                                   | 79.5                                                                   | 77.7                                                                   | 78.3                                                                   | 83.7                                                                   | 79.1                                                                   |
| Fuente: Instituto de Sismología, Vulcanología Meteorología e Hidrología |                                                                        |                                                                        |                                                                        |                                                                        |                                                                        |                                                                        |                                                                        |                                                                        |                                                                        |                                                                        |                                                                        |                                                                        |                                                                        |

La ciudad cuenta con una estación de observación del INSIVUMEH que posee instrumentos de medición de temperatura, precipitación, evaporación, luz solar y calidad del aire, la cual está ubicada en el Aeropuerto de Puerto Barrios.

### Ubicación geográfica
El municipio de Puerto Barrios está en el departamento de Izabal y tiene altitudes desde el nivel del mar en Punta de Manabique hasta 1276 m s. n. m. en el Cerro San Gil, y se encuentra a orillas de la bahía interna de Santo Tomás, que forma parte de la bahía de Amatique. La región cuenta con una pequeña península llamada Punta de Manabique que divide la bahía del golfo de Honduras, y que además sirve como barrera natural y protección contra tormentas y huracanes.
Sus colindancias son:
- Norte: Mar Caribe, Océano Atlántico
- Sur: Morales, municipio del departamento de Izabal y la República de Honduras[7]
- Este: República de Honduras
- Oeste: Livingston, municipio del departamento de Izabal

|                   | Norte: Mar Caribe                  |                             |
| Oeste: Livingston |                                    | Este: República de Honduras |
|                   | Sur: Morales República de Honduras |                             |

## Gobierno municipal
Los municipios se encuentran regulados en diversas leyes de la República, que establecen su forma de organización, lo relativo a la conformación de sus órganos administrativos y los tributos destinados para los mismos.  Aunque se trata de entidades autónomas, se encuentran sujetos a la legislación nacional y las principales leyes que los rigen desde 1985 son:
| N.º | Ley                                                | Descripción |
| --- | -------------------------------------------------- | --- |
| 1   | Constitución Política de la República de Guatemala | Tiene una regulación legal específica para los municipios en los artículos 253 al 262. |
| 2   | Ley Electoral y de Partidos Políticos              | Ley de carácter constitucional aplicable a los municipios en el tema de la conformación de sus autoridades electas. |
| 3   | Código Municipal                                   | Decreto 12-2002 del Congreso de la República de Guatemala. Tiene la categoría de ley ordinaria y contiene preceptos generales aplicables a todos los municipios, e inclusive contiene legislación referente a la creación de los municipios.             |
| 4   | Ley de Servicio Municipal                          | Decreto 1-87 del Congreso de la República de Guatemala. Regula las relaciones entra la municipalidad y los servidores públicos en materia laboral. Tiene su base constitucional en el artículo 262 de la constitución que ordena la emisión de la misma. |
| 5   | Ley General de Descentralización                   | Decreto 14-2002 del Congreso de la República de Guatemala. Regula el deber constitucional del Estado, y por ende del municipio, de promover y aplicar la descentralización y desconcentración económica y administrativa.                                |

El gobierno de los municipios está a cargo de un Concejo Municipal mientras que el código municipal —ley ordinaria que contiene disposiciones que se aplican a todos los municipios— establece que «el concejo municipal es el órgano colegiado superior de deliberación y de decisión de los asuntos municipales […] y tiene su sede en la circunscripción de la cabecera municipal»; el artículo 33 del mencionado código establece que «[le] corresponde con exclusividad al concejo municipal el ejercicio del gobierno del municipio».
El concejo municipal se integra con el alcalde, los síndicos y concejales, electos directamente por sufragio universal y secreto para un período de cuatro años, pudiendo ser reelectos.
Existen también las Alcaldías Auxiliares, los Comités Comunitarios de Desarrollo (COCODE), el Comité Municipal del Desarrollo (COMUDE), las asociaciones culturales y las comisiones de trabajo. Los alcaldes auxiliares son elegidos por las comunidades de acuerdo a sus principios y tradiciones, y se reúnen con el alcalde municipal el primer domingo de cada mes, mientras que los Comités Comunitarios de Desarrollo y el Comité Municipal de Desarrollo organizan y facilitan la participación de las comunidades priorizando necesidades y problemas.
Puerto Barrios es sede de las delegaciones departamentales de las principales instituciones gubernamentales, como la Contraloría General de Cuentas, la Procuradoría General de la Nación, el Tribunal Supremo Electoral,  sedes de los Ministerios de Gobierno, entre otros.

## Historia

### SigloXVI

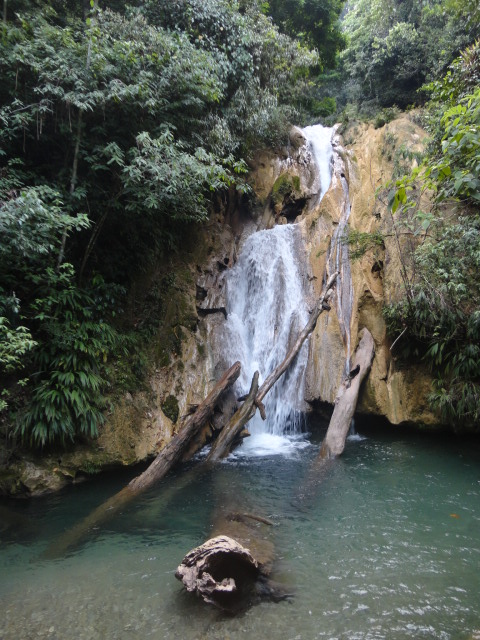
Manantiales del Cerro San Gil

Los primeros proyectos para construir un puerto en el Atlántico guatemalteco se atribuyen a Gil González Dávila, que en 1524 fundó el primer asentamiento al que nombró San Gil de Buena Vista, nombre que aún se mantiene en el área protegida de Cerro San Gil. Sin embargo de los proyectos que llegaron a concretarse el primero fue en 1534, cuando, por orden de Carlos V, Don Pedro de Alvarado fundó el Puerto de Veracruz que fue utilizado para comunicación con España y protección de los piratas, sin embargo este fue, en 1549, sustituido por el Puerto del Golfo Dulce que proveía mayor seguridad.

### SigloXVII
Posteriormente, el día 7 de marzo de 1604, el navegante Francisco Navarro y el alcalde mayor de Guatemala Don Esteban de Alvarado fundan el Puerto de Santo Tomás de Castilla, nombre que le fue dado debido a que fue fundado el día de Santo Tomás de Aquino y el organizador de la misión de exploración era el Dr. Alonso Criado de Castilla, Presidente de la Real Audiencia., pero debido a los constantes ataques de piratas se trasladó nuevamente al Golfo Dulce en 1647.

### Época Liberal

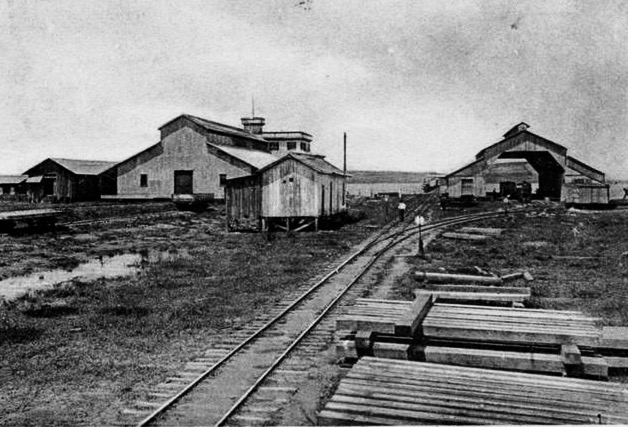
Inicio de la línea del Ferrocarril del Norte de Guatemala en 1905 en Puerto Barrios.

En 1883, el general liberal y presidente Justo Rufino Barrios tuvo la idea de unir la Ciudad de Guatemala con un puerto en la costa del Atlántico mediante un ferrocarril para así, sacar la producción de café de sus fincas y las de sus correligionarios liberales, por lo cual, el 4 de agosto del mismo año se emitió un decreto que fijaba el pago de 4 pesos anuales durante diez años, a las personas que tenían un salario de más de ocho pesos al mes, a efecto de que la obra fuera financiada por los mismos guatemaltecos, teniendo el derecho a ser accionistas.
Sin embargo, tras la muerte del mandatario en la Batalla de Chalchuapa los planes quedaron en el olvido durante el mandato de su sucesor Manuel Lisandro Barillas, para que, posteriormente, en 1892, al llegar al poder el general José María Reyna Barrios, sobrino del General Barrios, se retomaran los proyectos suspendidos. El 19 de julio de 1895, se formula el Decreto Gubernativo n.º 513, que establece, la nueva ciudad, Puerto Barrios; el acto de fundación fue el 5 de diciembre de ese mismo año, con la presencia del general Reyna Barrios. Adicionalmente, en 1896, se formula el Decreto Gubernativo n.º 524 que declara a Puerto Barrios como «Puerto Mayor de la República» y ordena el traslado de la aduana, de Livingston a Puerto Barrios.

### Época Contemporánea
En 1902, el gobierno del licenciado Manuel Estrada Cabrera publicó la Demarcación Política de la República; en esa época el muelle y el ferrocarril estaban abandonados, pues Guatemala todavía no se había recuperado del colapso económico de 1897.  La Demarción Política describe a Puerto Barrios así: «su cabecera es el pueblo del mismo nombre, a 12 km de Livingston, ocupa una área de 4 caballerías.  Su clima es cálido y enfermizo, y su principal cultivo es la banana.  Hay repastos para ganado, y sus habitantes se dedican a la pesca, principalmente.».

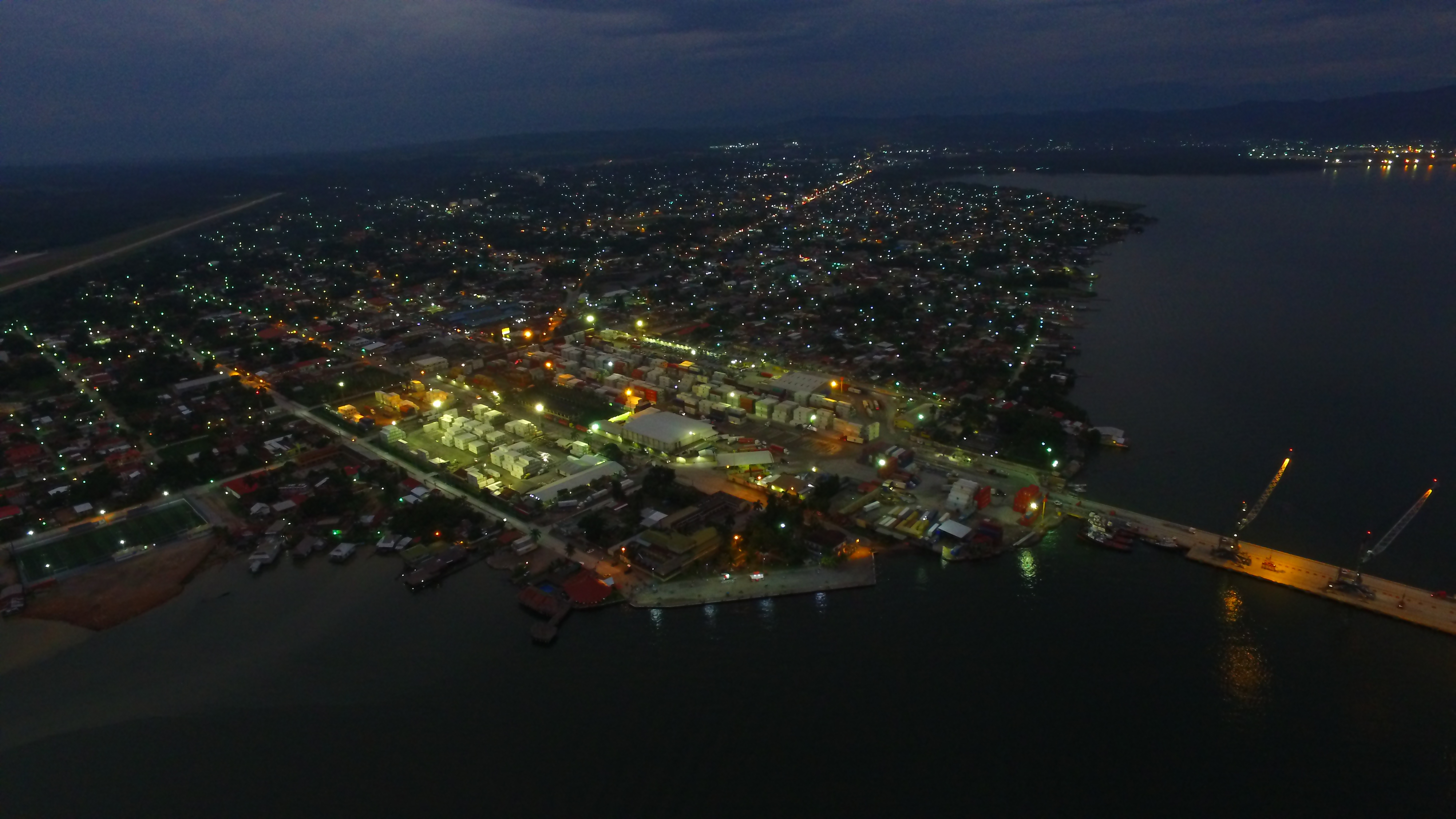
Panorámica de la ciudad de noche, en el fondo del costado derecho se observa Santo Tomás de Castilla.

El 31 de agosto del 1908 se aprobó el contrato celebrado con representantes de “Guatemala Railway Company” para hacer los trabajos necesarios para mejorar las condiciones sanitarias de la ciudad de Puerto Barrios, incluyen la excavación de un pozo para abastecer de agua potable a la población.
El 19 de abril de 1920, apenas unos días después del derrocamiento del licenciado Manuel Estrada Cabrera, Puerto Barrios fue elevada a la categoría de municipio, organizando su correspondiente municipalidad; y el 17 de mayo de 1920, por acuerdo gubernativo del presidente ;Carlos Herrera y Luna, se mandó trasladar a Puerto Barrios la cabecera del departamento de Izabal.

## Recursos naturales

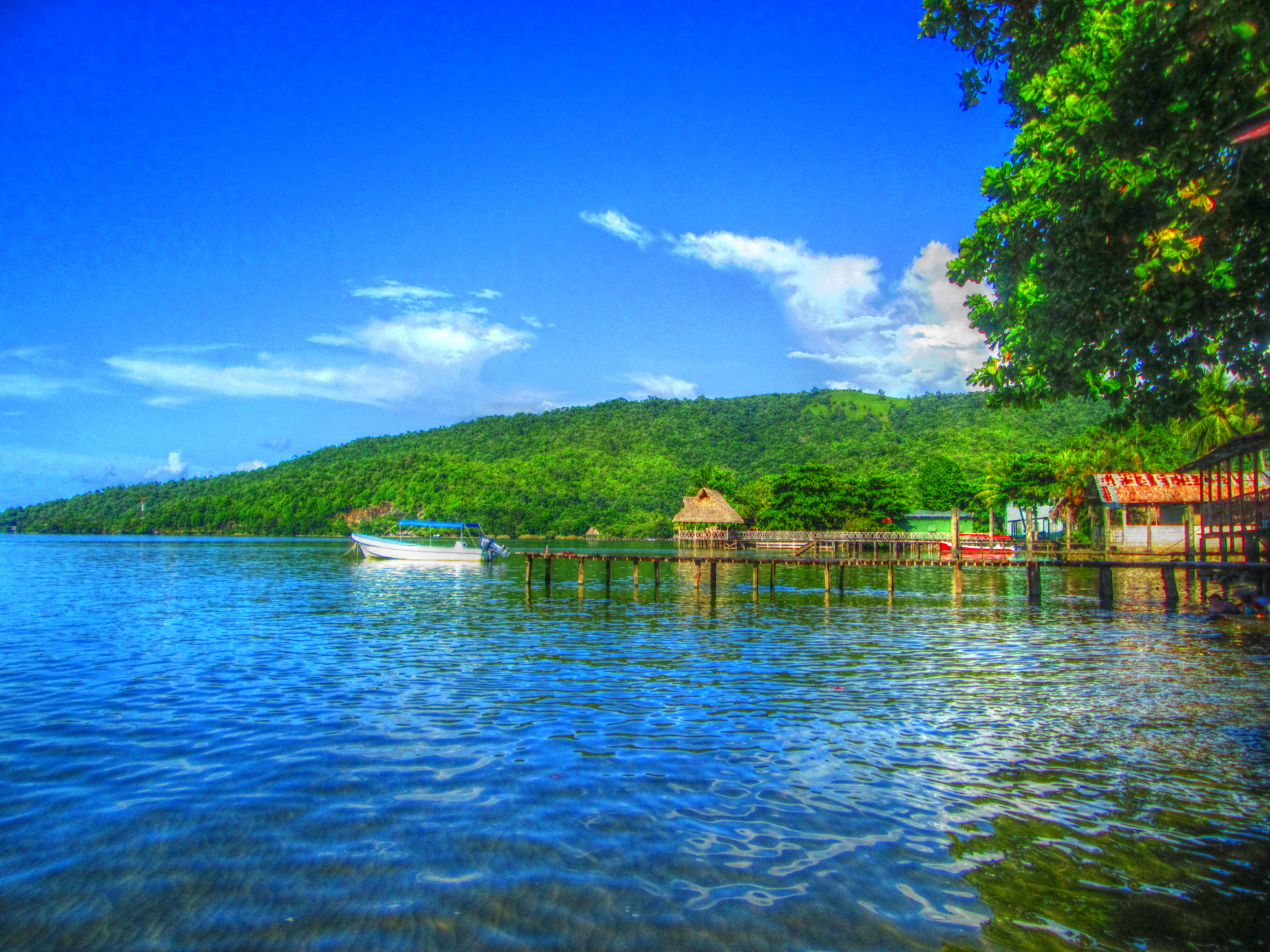
Riqueza natural de Puerto Barrios, Izabal.

Puerto Barrios cuenta con una gran riqueza natural, sus principales áreas naturales son la Reserva Protectora de Manantiales Cerro San Gil y el Refugio de Vida Silvestre Punta de Manabique, en estos dos lugares se puede encontrar gran variedad de fauna y flora.
Entre los animales se pueden mencionar reptiles, entre tortugas y varios tipos de serpientes e iguanas; insectos, gran variedad de mariposas; mamíferos como tapires y jabalíes, e incluso algunas especies de monos y Jaguares en las áreas protegidas. En Izabal habita más del 50% de las especies de aves que habitan y migran hacia Guatemala, lo que lo hace un destino muy visitado por los observadores de aves.
En Puerto Barrios también se encuentran grandes extensiones de manglares, aunque se ha ido reduciendo ante la actividad humana.
En la agricultura predominan los cultivos de banano, para su exportación; y palma africana.
También atraviesan el municipio una gran cantidad de ríos, aunque algunos ya evidencian la extrema contaminación, algunos de estos son: Las Escobas, que provee de agua a la ciudad, Río Escondido, Piedras Negras, Quebrada Seca, Cacao y San Carlos, entre otros. También en el área fronteriza con Honduras desemboca el Río Motagua, el más extenso de Guatemala.

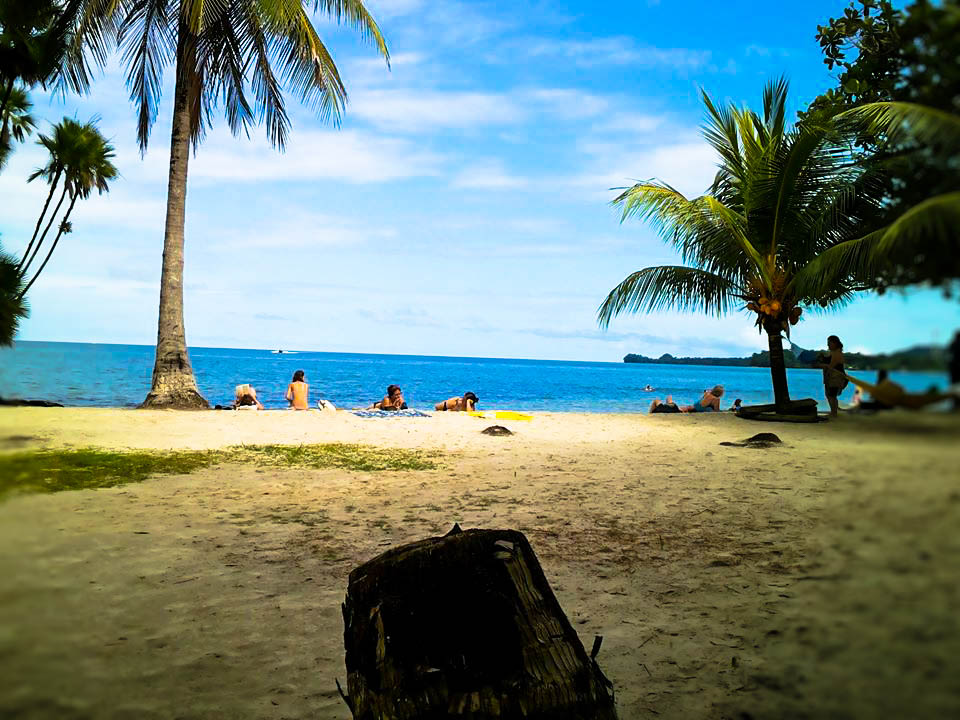
Playa Blanca, destino turístico en Izabal.

Existen varias instituciones que se encargan de la protección de los recursos, entre estas están: la Policía Nacional Civil de Guatemala en sus División de Protección a la Naturaleza, y el Consejo Nacional de Áreas Protegidas -CONAP-, del lado oficial; y FUNDAECO, Fundación Mario Dary, entre otras, por parte de la iniciativa privada.

## Religión
En Puerto Barrios, la mayoría de las personas profesan la fe cristiana [Católica y Evangélicas Protestantes],  iglesias o templos de otras denominaciones no cristianas son prácticamente inexistentes en la ciudad.
La Iglesia Católica está administrada por el Vicariato Apostólico de Izabal que tiene su sede en la Catedral de la Inmaculada Concepción de María y de la cual es obispo Monseñor Domingo Buezo Leiva; también están las parroquias Espíritu Santo en el casco urbano, Santo Tomás de Aquino y del Santo Hermano Pedro en Santo Tomás de Castilla,  la Iglesia Garífuna San Martín de Porres y el Monasterio de las Esclavas del Santísimo y la Inmaculada Concepción que son administrados por los párrocos de la catedral.
Durante la Semana Santa toman lugar también, como en todo el país, las expresiones de fervor religioso a través de las procesiones y la elaboración de alfombras y andas procesionales; la procesión más vista y con más cargadores de la ciudad es la del Santo Entierro del Señor Sepultado de Catedral.
También existen dos capillas de La Iglesia de Jesucristo de los Santos de los Últimos Días, una Iglesia Episcopal, Una Iglesia Luterana, Iglesias Adventistas congregaciones de los Testigos de Jehová, y numerosas Iglesias Evangélicas, entre otras.

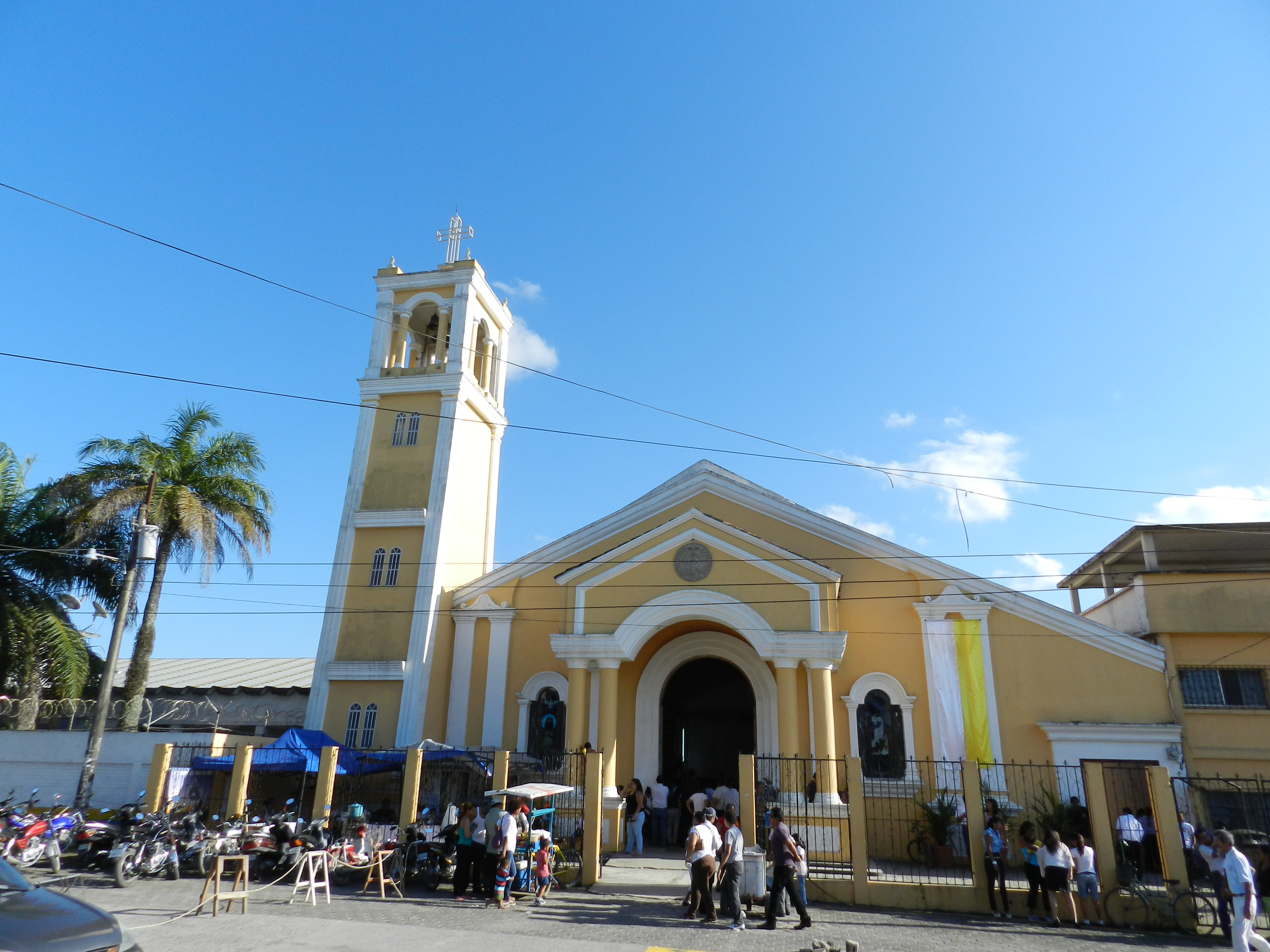
Catedral Inmaculada Concepción de María.
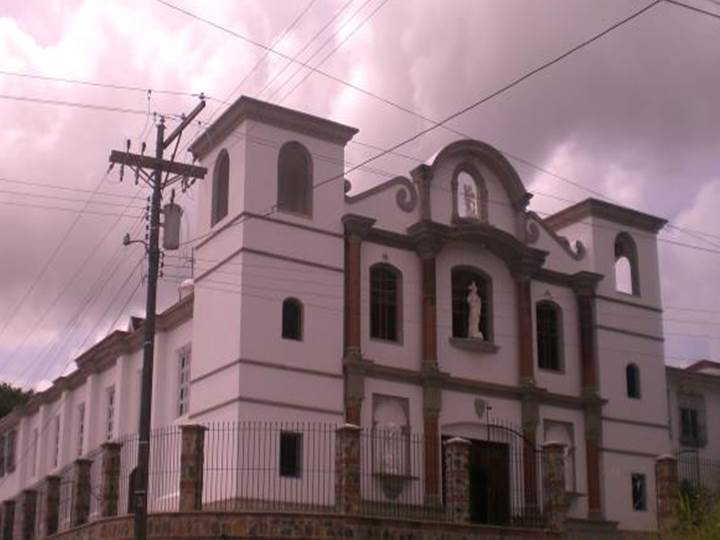
Monasterio de las Esclavas del Santísimo y la Inmaculada.
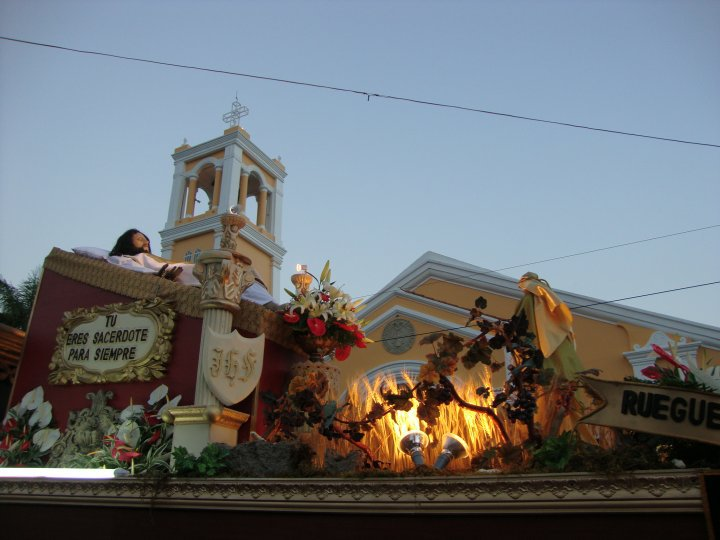
Procesión del Señor Sepultado de Catedral.

## Deportes
Puerto Barrios es conocido por ser cuna de grandes atletas guatemaltecos, entre los cuales destaca Teodoro Palacios Flores Archivado el 25 de diciembre de 2015 en Wayback Machine., quien fue Campeón Centroamericano de Salto de Altura en 1966, y numerosos futbolistas.
En cuanto a fútbol, la ciudad es sede del Izabal J.C. que milita en la Tercera División de Guatemala, y que tuvo sus mejores momentos en los años 80 y 90, cuando militaba en la Liga Mayor; juega sus partidos de local en el Estadio Roy Fearon, que es también el segundo estadio del Club Deportivo Heredia. El Estadio Elio Raúl Vandemberg Esmenjaud en Santo Tomás de Castilla, y numerosos campos y canchas sintéticas de renta para su práctica recreativa.
En el Baloncesto, es sede de la Selección de Baloncesto de Izabal en sus diferentes categorías, la cual se ha convertido en uno de los rivales a vencer en las competencias nacionales, esta juega sus partidos de local en el Gimnasio Emilio Calderón Altamirano.
Puerto Barrios también alberga el Complejo Deportivo de Izabal, que tienen instalaciones para la práctica de Fútbol, Baloncesto, Atletismo, Natación, Tenis, Judo, Karate, Lucha Libre, Boxeo, Taekwondo, Voleibol y Béisbol.
La ciudad también cuenta con dos coliseos, uno en Puerto Barrios y uno en Santo Tomás; un palenque municipal; la Casa del Deportista, donde se practica Tenis de Mesa, entre otras instalaciones.
La población también practica senderismo y ciclismo de montaña en áreas como el Cerro San Gil.

## Cultura

### Gastronomía

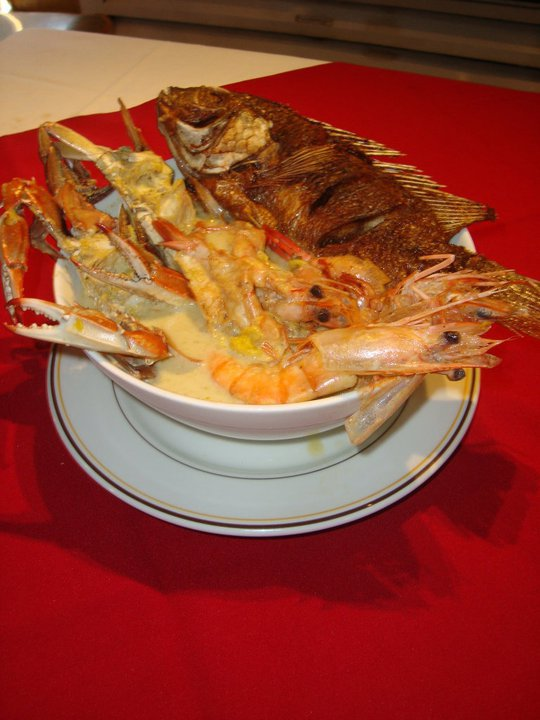
Tapado; platillo tradicional barrioporteño.

La gastronomía barrioporteña incluye una gran cantidad de preparaciones con mariscos, entre los se pueden citar los caldos, ceviches y guisos. Gran parte de la cultura gastronómica está profundamente marcada por la influencia Garífuna, la que se evidencia en el Tapado —Caldo de Mariscos y Coco—, Rice and Beans —Arroz y Frijoles con Coco— y algunos tipos de pan, como el Pan Bulá, el Pan de Coco, el Pan Bon, el Pan de Banano o el Casabe. Por último, existe un licor hecho exclusivamente por garífunas, conocido como Giffiti.

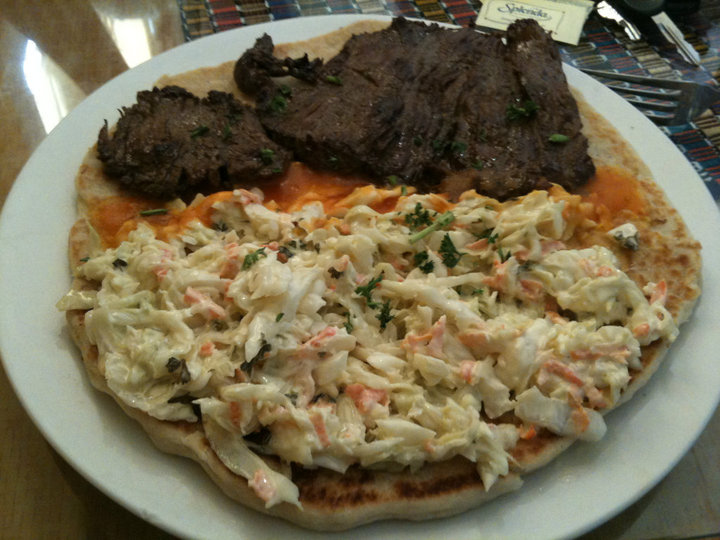
Tortilla de Harina con carne y repollo; platillo tradicional barrioporteño.

La cocina barrioporteña también posee elementos comunes con el resto de la gastronomía guatemalteca, principalmente la del oriente del país, por lo que es común encontrar preparaciones tan tradicionales como los tamales, Yuca con Chicharrón, Caldo de Res, entre otros. Una de las comidas endémicas por excelencia es la Tortilla de Harina, que se acompaña con casi cualquier comida, y de las cuales existen gran cantidad de negocios dedicados a su venta.
Debido a su condición de puerto, la población prepara usualmente comidas con influencia extranjera, entre las cuales destacan las de origen chino como el Chao Mein.

## Educación
En la ciudad existen diversos centros educativos públicos y privados, tanto de educación primaria y media, así también con un Centro Universitario de la Universidad de San Carlos de Guatemala CUNIZAB (Centro Universitario de Izabal), así también extensiones de las principales universidades del país.

## Salud

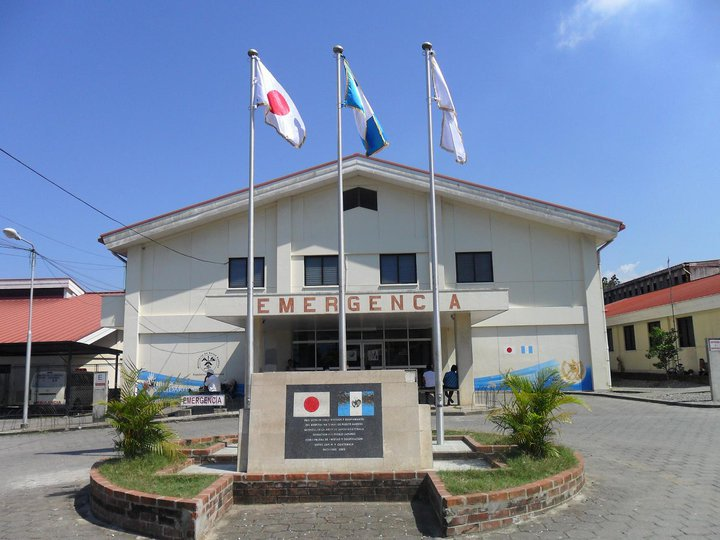
Hospital Nacional Japón - Guatemala

Puerto Barrios cuenta con Hospitales privados y públicos, la población con el recurso sólido solamente hace uso de los privados debido a los problemas que presenta la red de salud a nivel nacional.
Entre los Hospitales Nacionales están:
- Hospital Nacional de la Amistad Japón - Guatemala
- Hospital Nacional Infantil Elisa Martínez
- Centro de Salud de Puerto Barrios.

Entre los Hospitales privados están:
- Hospital Del Carmen
- Hospital Hermano Pedro
- Hospital Nuestra Señora de Guadalupe
- Hospital Belén
- Clínica y Sanatorio La Esperanza

## Medios de comunicación

### En el cine:Las nuevas aventuras de Tarzán(1935)
En 1935, se filmó en Guatemala la película independiente estadounidense Las nuevas aventuras de Tarzán, parte de la cual se rodó en Puerto Barrios, aprovechando las facilidades otorgadas por los ferrocarriles y naviera de la United Fruit Company y por el gobierno del general Jorge Ubico Castañeda. Los lugares en donde se filmó fueron:
- Chichicastenango: escenas de la aldea indígena en donde los exploradores se reúnen antes de salir hacia Río Dulce. Se aprecia la iglesia y el puente de Gucumatz.[5]
- Antigua Guatemala: templo de la Diosa Verde
- Río Dulce
- Puerto Barrios: arribo de los exploradores y partida hacia Europa
- selva petenera: escenas de jungla
- Quiriguá: ciudad en ruinas en donde explican a los exploradores los orígenes de la cultura Maya.
- Ciudad de Guatemala: el entonces lujoso hotel Palace fue el escenario de las escenas del hotel del imaginario poblado de At Mantique[5]

### Televisión
Canal Izabal TV, desde 2009. 
Canal Puerto TV, desde 12 de diciembre de 2014.
Canal Stella Maris TV, desde 2018.
También hay corresponsales de noticias de canales nacionales como: Canal 3, Canal 7, y Guatevisión.

### Radio
Entre las emisoras que se pueden sintonizar están:
- Shofar Fm (Cristiana) (103.3)
- Stereo Veritas 91.5 (musical y educativa)
- Stereo Impacto (Evangélica) (101.5)
- Caribean FM (105.1 FM) ( Juvenil )
- La Pegajosa (92.7 FM) ( Grupera )
- Bahía FM (107.9 FM)( Música del Recuerdo, Noticias )
- Emisoras Unidas (89.5 FM)
- Exa Tú FM (104.3 FM)
- Ke Buena / Radio Punto (107.1)
- Entre otras emisoras de radio.

## Medios de transporte

### Ferrocarril

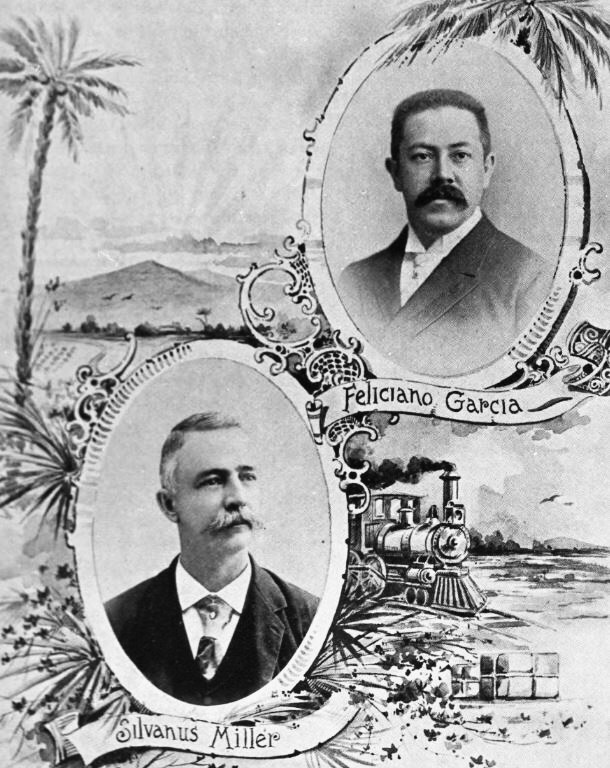
Feliciano García (administrador) y Silvanus Miller (ingeniero en jefe) de la Empresa del Ferrocarril del Norte en 1896. Fotografía de La Ilustración Guatemalteca.

Tras resultar electo como presidente en 1892, el presidente José María Reina Barrios se empeñó en el proyecto del Ferrocarril del Norte de Guatemala, iniciado por el difunto general Justo Rufino Barrios y el 19 de julio de 1895 emitió el decreto n.º 513, publicado ese mismo día en el diario oficial, en que se ordenaba la fundación de la ciudad de Puerto Barrios. El General Reyna Barrios colocó la primera piedra y declaró inaugurados los trabajos del ferrocarril. El ingeniero estadounidense Silvanus Miller fue el encargado de la construcción del ferrocarril. En Centroamérica ya había colaborado en la construcción del ferrocarril de Puerto Limón en Costa Rica, y en El Salvador estuvo a cargo de unos estudios geológicos y en la explotación minera; finalmente, en Guatemala el general Justo Rufino Barrios le encomendó la construcción del Ferrocarril del Norte.
1. Puerto Barrios
2. Tenedores
3. Los Amates
4. Gualán
5. El Rancho
6. Sanarate

El 22 de noviembre de 1896 se inauguró el tramo de Zacapa a Puerto Barrios del Ferrocarril del Norte, considerado en ese momento un gran paso hacia las soluciones más urgentes de los problemas que afrontaba Guatemala. El trazo abierto contaba con ciento y una millas, un poco más de la distancia total entre el puerto en el Atlántico y la Ciudad de Guatemala. Para entonces, el Norte de Guatemala era una región nueva, una fuente de riqueza no explorada y la construcción de la línea férrea prometía poder iniciar la explotación industrial y comercial de la región. La extensión total de la línea Puerto Barrios-Ciudad de Guatemala -por el derrotero de Sanarate era de ciento noventa y seis millas y nueve décimos, y se construyó en estas etapas: de Puerto Barrios a Tenedores, dieciocho millas; de Tenedores a Los Amates, cuarenta millas y ocho décimos; de Los Amates a Gualán, veintiún millas un décimo; de Zacapa a El Rancho, treinta y cuatro millas; del Rancho a Sanarate, treinta millas; de Sanarate a la Ciudad de Guatemala, en el punto de empalme con el Ferrocarril del centro, treinta y dos millas.
El tramo hasta El Rancho de San Agustín estuvo concluido en marzo de 1897, dejando construidos un total de ciento treinta y cuatro millas y nueve décimos; sin embargo, aunque el tramo del Rancho a Sanarate no ofrecía extraordinarias dificultades, las últimas treinta y dos millas hasta la Ciudad de Guatemala si exigían penosas condiciones de trabajo, e incluso la construcción de un alto puente a la entrada Noreste de la ciudad.  Para llegar hasta allí, se tuvieron que sortear numerosas dificultades: leguas de terreno pantanoso, trayectos de base quebradiza, carestía de jornaleros y -sobre todo- los cambios en los precios internacionales que, en los últimos dos años del gobierno del general José Reina Barrios cayeron con mucho ruido, especialmente el café y la plata.  El ferrocarril tenía muchas dependencias en el muelle de Puerto Barrios, incluyendo los aparatos de carga y descarga, terrenos, propiedades y almacenes con herramientas e instrumentos.
En junio de 1896 se reportó  la sociedad guatemalteca había visto sacudida por los cablegramas que reportaban una baja en el café; las revistas culturales que circulaban entre los círculos ilustrados del país comentaban que los sueños dorados de liquidar y vender las fincas a precios fabulosos, excursiones de recreo a Europa y de perlas y brillantes para las damas quedarían por un lado.
En febrero de 1897, los efectos de la inflación ya se hacían notar en todos los estratos de la sociedad: los costos de la canasta básica se incrementaron, la medida de suprimir los derechos arancelarios a los productos de primera necesidad no sirvió para evitar el alza de precios y se solicitaba apoyar a la agricultura nacional ya que hasta el heno de los caballos de los carruajes de los criollos y el maíz que utilizaban los indígenas para hacer sus tortillas eran importados. Y finalmente, se rogaba que se consumiera lo nacional, pues las tiendas tenían todo surtido de productos extranjeros, a pesar de que los nacionales eran de calidad similar. Cuando el gobierno se dio cuenta de que la Exposición Centroamericana iba a fracasar, provocó una baja en la cantidad de moneda de plata circulante cuando relevó a los bancos de Guatemala de pagar en moneda corriente de oro o plata, facultándoles  con sus propios billetes, de los que existían entonces alrededor de 10 millones de pesos en circulación. El 15 de agosto de 1897, La Ilustración del Pacífico publicó un severo editorial sobre la situación económica del país, haciendo ver que el dinero que se había generado cuando el precio del café estaba alto se había despilfarrado de tal forma, que cuando este cayó en los mercados internacionales se produjo una fuerte crisis económica derivada de la evaluación de la moneda circulante. Por su parte, el diario opositor La República informaba que el costo de la leche, los huevos y el pescado estaba tan elevado que solamente las familias acomodadas podían adquirirlos y solicitaba que se redujeran los aranceles a la harina para no debilitar a la población. La crisis llegó a tal grado, que el 8 de febrero de 1898 murió asesinado el presidente José María Reina Barrios.

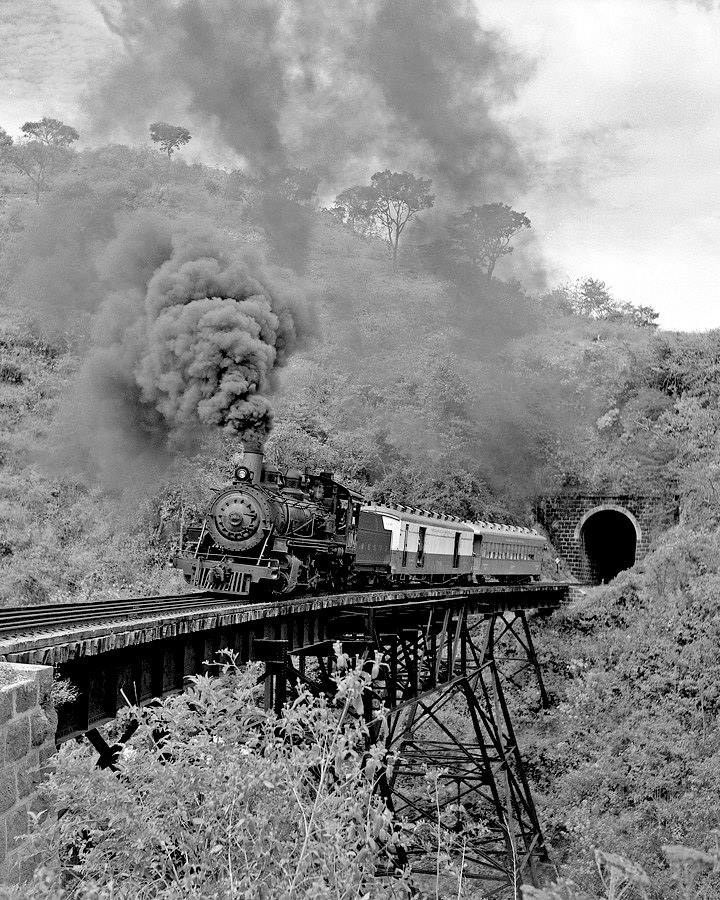
Ferrocarril del Norte de Guatemala en Izabal.

Tras la muerte de Reina Barrios, el licenciado Manuel Estrada Cabrera llegó al poder, y en 1900 autorizó a su Ministro de Fomento, Rafael Spínola, que se encargara de realizar un contrato con la compañía estadounidense Central American Improvement Co. Inc. para terminar el tramo El Rancho a Ciudad de Guatemala, y reparar los tramos que ya estaban construidos pero que estaban abandonados.  Para cubrir los gastos de la construcción, el gobierno de Estrada Cabrera se comprometió a emitir cuatro millones de pesos guatemaltecos oro, pagaderos en diez años y al 6% de interés; por aparte, como garantía para la realización de contrato, el gobierno guatemalteco concedió a la compañía estadounidense la posesión y explotación del tramo que ya estaba concluido junto con todos los activos e instalaciones del mismo, incluyendo el muelle de Puerto Barrios.  La compañía también tuvo derecho de disfrutar de la posesión del tramo nuevo que se estaba construyendo por espacio de diez años, y recibió gratuitamente todo el terreno necesario para montar la línea y almacenar todo el equipo y materiales que necesitara.
Finalmente, en 1904, aprovechando la disponibilidad pro-norteamericana del presidente Manuel Estrada Cabrera, socios de Minor Keith, empezaron a ganar control de varios ramales de ferrocarril en Guatemala y en El Salvador, gracias a generosas concesiones de los presidentes de ambos países; en ese mismo año, se incorporó la compañía International Railways of Central American (IRCA) se incorporó en el estado de Nueva Jersey, aun cuando los diferentes ramales ferroviarios continuaron funcionando independientemente.  La United Fruit Company, casa matriz de la IRCA, llegó a controlar completamente Puerto Barrios: era propietaria del muelle, del ferrocarril, de la producción de banano que salía por el puerto e, incluso, de la Great White Fleet, que era la marina mercante que transportaba la carga y pasajeros desde y hacia Puerto Barrios.
Hasta el gobierno del coronel Jacobo Arbenz Guzmán (1951-1954), el principal medio de transporte en Guatemala era el ferrocarril, el cual era administrado por la International Railways of Central America (IRCA). El último año que IRCA reportó una ganancia fue en 1957. En 1959, luego del derrocamiento de Árbenz Guzmán, y del asesinato de su sucesor, el coronel Carlos Castillo Armas, la carretera al Atlántico desde la Ciudad de Guatemala hasta Puerto Barios fue inaugurada, lo que dio como resultado que los camiones obligaran al tren a reducir sus tarifas, además de que perdió mucha clientela. 
En 1964, debido a los daños causados por los vientos y por la enfermedad del banano, la United Fruit cerró la vasta plantación de Tiquisate, lo que dejó a IRCA sin el 10% de sus ganancias.

### Carreteras

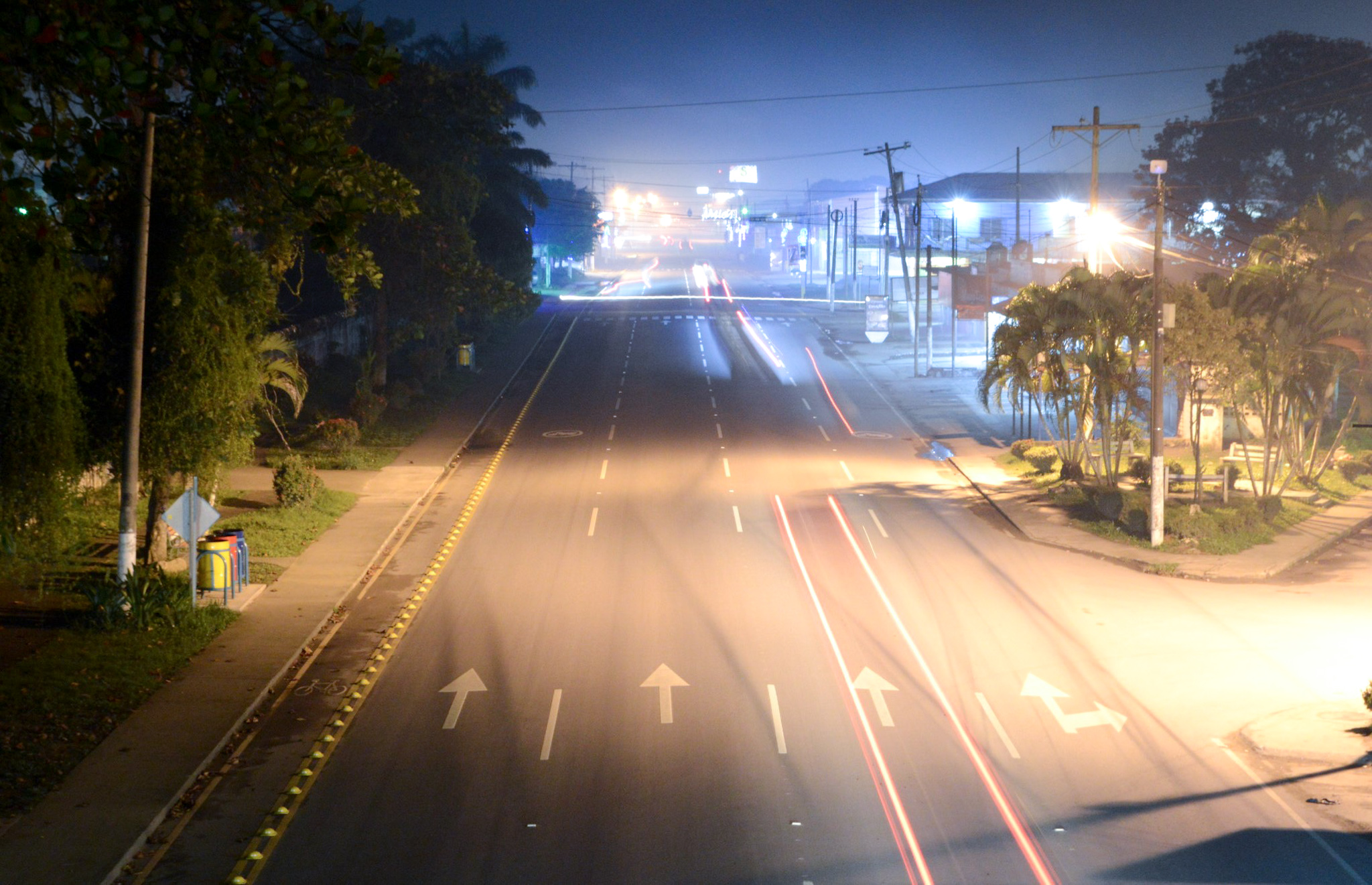
Carreteras en Puerto Barrios, Izabal.

La Ciudad está conectada con la Ciudad de Guatemala y el resto del país por la Carretera CA-9N, conocida como Carretera Jacobo Árbenz Guzmán, anteriormente como «Carretera al Atlántico» y que corre paralela a la antigua línea férrea. A fin de establecer la infraestructura física indispensable para viabilizar el desarrollo capitalista «independiente» y nacional, que permitiese deshacerse de la dependencia extrema de los Estados Unidos de América y rompiese los monopolios norteamericanos que operaban en el país, básicamente los de la economía del enclave bananero, comenzó la planificación e inicio de la construcción de la carretera al Atlántico, la cual tenía por objeto competir en el mercado con el monopolio en los transportes terrestres ejercido por la «frutera», a través de otra de sus subsidiarias, la International Railways of Central America (IRCA) y que tenían la concesión desde 1904, cuando se las otorgó Manuel Estrada Cabrera. La construcción de la carretera al Atlántico se inició por parte del Departamento de Caminos del Ministerio de Comunicaciones y Obras Públicas, colaborando el batallón de ingenieros del ejército. La forma planeada era construirla paralela a la línea férrea, en la medida de lo posible. La misma función competitiva ejercería la construcción y posterior funcionamiento de un Puerto Nacional en el Atlántico, Santo Tomás de Castilla, con Puerto Barrios también propiedad del monopolio de Nueva Orleans.
El modus operandi de la UFCO en Guatemala fue expuesto en la una conversación que aparece en la obra de teatro El tren amarillo por Manuel Galich, autor guatemalteco -y exministro de educación y embajador de los gobiernos revolucionarios de Juan José Arévalo y Jacobo Arbenz Guzmán.

### Transporte Vehicular
Las vías principales y más utilizadas de la ciudad están completamente pavimentadas o asfaltadas, sin embargo aún persisten calles de terracería debido a la falta de interés por parte de la Administración Pública.
Muchos barrioporteños optan por las motocicletas dada la situación económica y por la rapidez para transportarse, la cantidad de motocicletas en las calles es bastante considerable, aunque se ha generado desacuerdos entre la población debido al aumento de accidente causados y en los que se involucran los motoristas. Aún es posible observar gran cantidad de bicicletas en las calles, debido a que es un medio económico de transporte para la mayoría de la población.
El transporte pesado es abrasivo, debido a las operaciones de carga y descarga de buques de los dos puertos.

### Aeropuerto

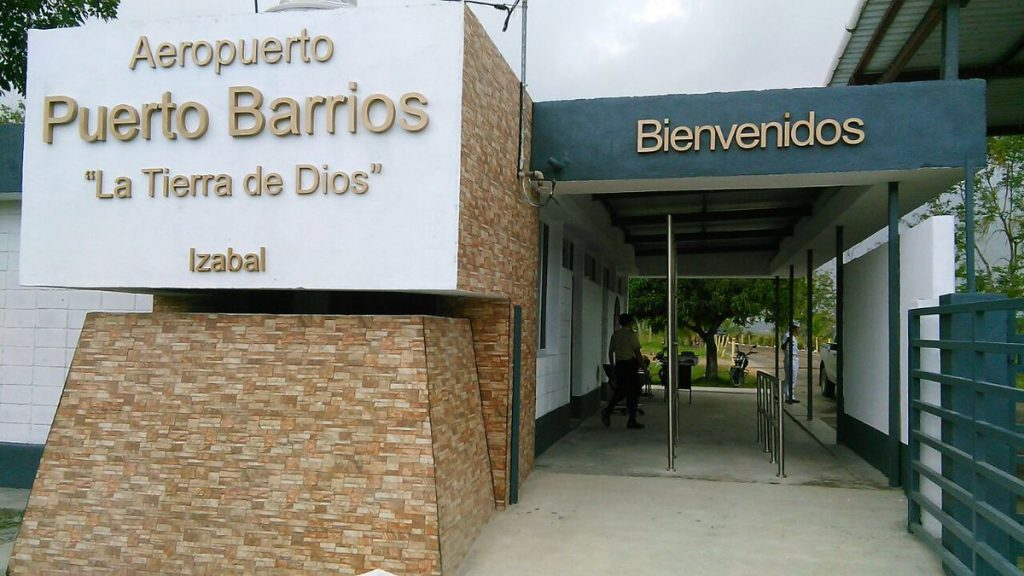
El Aeropuerto de Puerto Barrios es el tercer aeropuerto más importante de Guatemala.

El Aeropuerto de Puerto Barrios, es el tercer aeropuerto de Guatemala, tiene una pista de 2680 metros de longitud en dirección 12/30 siendo una de las más grandes de Guatemala, solamente superado en volumen de pasajeros por el Aeropuerto Internacional La Aurora y el Aeropuerto Internacional Mundo Maya, ofrece vuelos de Puerto Barrios hacia la Ciudad de Guatemala con un costo aproximado de $90 dólares estadounidenses. Su aerolínea principal es TAG Airlines, aerolínea bandera de Guatemala.

### Transporte Marítimo
Se cuenta con un servicio regular de Ferry hacia Livingston y lanchas que ofrecen diferentes destinos en Izabal y Belice, estas actividades se centran en el Muelle Municipal.

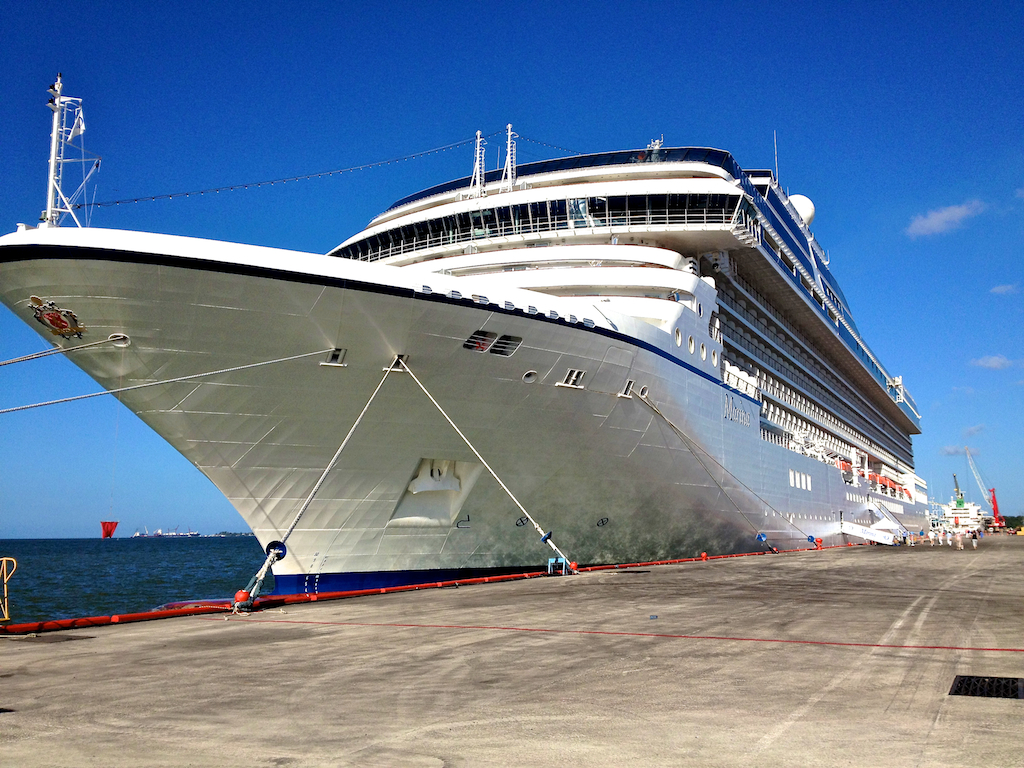
Muelle en Santo Tomas de Castilla, Puerto Barrios.

## Otras cabeceras departamentales
| Departamento   | Cabecera       | Departamento | Cabecera              | Departamento  | Cabecera            | Departamento  | Cabecera                               |
| -------------- | -------------- | ------------ | --------------------- | ------------- | ------------------- | ------------- | -------------------------------------- |
| Alta Verapaz   | Cobán          | Baja Verapaz | Salamá                | Chimaltenango | Chimaltenango       | Chiquimula    | Chiquimula                             |
| El Progreso    | Guastatoya     | Escuintla    | Escuintla             | Guatemala     | Ciudad de Guatemala | Huehuetenango | Huehuetenango                          |
| Izabal         | Puerto Barrios | Jalapa       | Jalapa                | Jutiapa       | Jutiapa             | Petén         | Isla de Flores, Santa Elena de la Cruz |
| Quetzaltenango | Quetzaltenango | Quiché       | Santa Cruz del Quiché | Retalhuleu    | Retalhuleu          | Sacatepéquez  | Antigua Guatemala                      |
| San Marcos     | San Marcos     | Santa Rosa   | Cuilapa               | Sololá        | Sololá              | Suchitepéquez | Mazatenango                            |
| Totonicapán    | Totonicapán    | Zacapa       | Zacapa                |               |                     |               |                                        |